# William Sanday

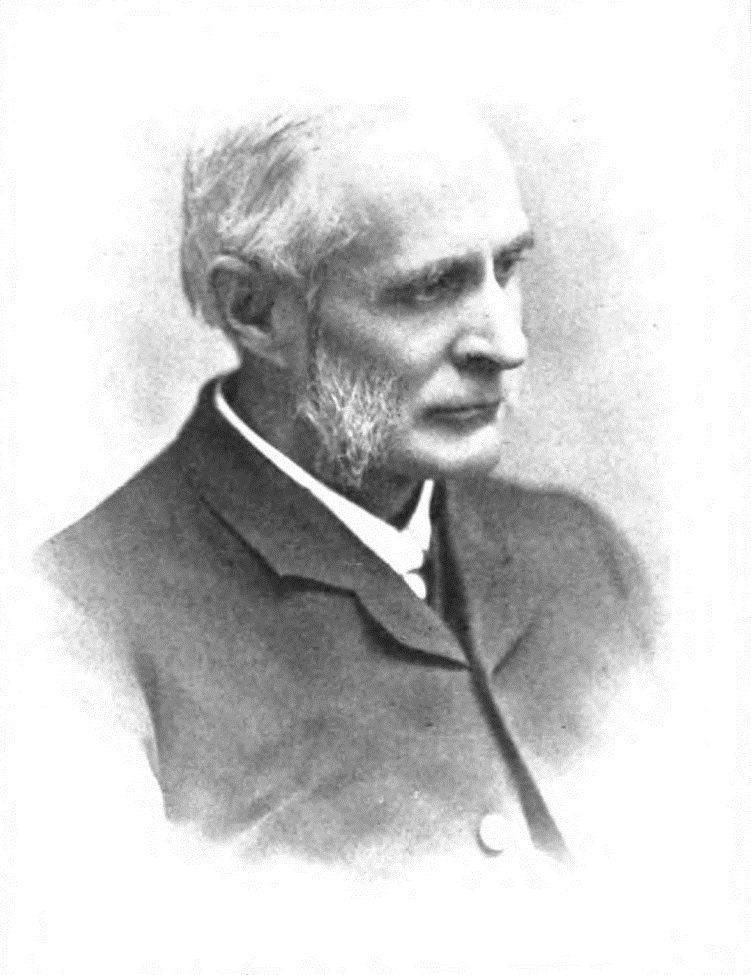
William Sanday

William Sanday  (* 1. August 1843 in Holme Pierrepont, Nottinghamshire; † 16. September 1920 in Oxford) war ein britischer anglikanischer Theologe.

## Leben
William Sanday war ein Sohn von William Sanday und Elizabeth Mann. Er besuchte das Balliol College der Universität Oxford, wurde 1863 Bibelforscher von Corpus Christi und trat 1867 in den Kirchendienst. 1877 heiratete er Marian Hastings, Tochter von Woodman Hastings.  Von 1883 bis 1895 wirkte er als Professor der Bibelexegese sowie von 1895 bis 1919 als Professor der Theologie in Oxford. Dort war er ab 1895 auch Kanonikus der Christ Church. Er eröffnete der anglikanischen Theologie die Erkenntnisse der festländischen kritischen Bibelforschung. Insbesondere erforschte er die Evangelien und das Leben Jesu. Ferner war er 1880 einer der Herausgeber der Variorum Bible und schrieb Artikel für die Encyclopaedia Biblica sowie The American Journal of Theology. 1902 wurde er Fellow der British Academy.

## Veröffentlichungen
- The Authorship and Historical Character of the Fourth Gospel (1872)
- The Gospels in the Second Century (1876)
- The Oracles of God (1891)
- Lectures on Biblish Inspiration (1893)
- A Critical and Exegetical Commentary on the Epistle to the Romans (Edinburgh 1895, mit Arthur C. Headlam)
- Outlines of the Life of Christ (1905)
- The Criticism of the Fourth Gospel (1905)
- The Life of Christ in Recent Research (1907)
- Christologies, Ancient and Modern (1910)
- Personality in Christ and in Ourselves (1911)
- The New Testament Background (1918)